# Крупчатников, Михаил Яковлевич
Михаил Яковлевич Крупча́тников (1897—1947) — советский учёный-артиллерист, конструктор и основоположник теории проектирования стволов крупных калибров орудий корабельной и береговой артиллерии. Герой Социалистического Труда (28.10.1940). Лауреат Сталинской премии первой степени (10.4.1942). Генерал-майор технических войск (1.8.1940).

## Биография
Родился 5 июля 1897 года в деревне Сараево (ныне Сонковский район, Тверская область).
В 1902 году семья переехала в Колпино Петербургской губернии (ныне в составе Колпинского района Санкт-Петербурга).
С окончанием церковно-приходской школы Крупчатников был принят на казённый счёт в 12-ю гимназию Санкт-Петербурга, которую в 1916 году окончил с золотой медалью.
В том же году поступил на механическое отделение Петроградского политехнического института, однако в конце 1916 года был призван в армию и 1 января 1917 года был зачислен юнкером в Константиновское артиллерийское училище, которое окончил 1 июля с производством в прапорщики.
Некоторое время служил в 1-й запасной тяжёлой артиллерийской бригаде, а в октябре 1917 года был направлен на Румынский фронт, где был назначен младшим офицером 4-й батареи 103-й артиллерийской бригады. Вскоре был избран командиром этой же батареи.
В апреле 1918 года Крупчатников вернулся в Петроград, где вновь стал студентом Политехнического института, но в декабре того же года вступил в ряды РККА и был назначен на должность начальника отдела в Управление артиллерийского снабжения 7-й армии.
Принимал участие в обороне Петрограда от войск Н. Н. Юденича.
Во второй половине 1920 года Крупчатников был принят в качестве слушателя в ВИА РККА, однако в январе 1921 года был отчислен в связи с ухудшением здоровья и был назначен на должность младшего командира в Артиллерийское (бывшее Михайловское) училище, а вскоре был переведён на прежнее место службы. Через несколько месяцев Крупчатников был зачислен в качестве слушателя в Артиллерийскую академию, позднее переименованную в ВТА РККА. В январе 1927 года окончил баллистический факультет академии, после чего был назначен на должность инженера высшей квалификации в конструкторское бюро артиллерийского комитета Главного артиллерийского управления, а в 1930 году — на должность начальника сектора Артиллерийского научно-исследовательского института.
С 1932 года по совместительству работал в качестве старшего преподавателя, а затем заведующего кафедрой проектирования артиллерийских систем в ЛВМИ. С 1936 года был постоянным консультантом по вопросам повышения живучести артиллерийских стволов в специальной лаборатории, а затем в научно-исследовательском институте № 13 Наркомата вооружения.
В мае 1937 года Крупчатников был назначен на должность руководителя проектной группы проектно-конструкторского бюро завода «Большевик», где возглавил направление проектирования артиллерийских стволов. Участвовал в разработке стволов крупных калибров для орудий морской, береговой и полевой артиллерии большой и особой мощности, а под его руководством было разработано несколько образцов корабельной артиллерии, в том числе и орудий главного калибра. Крупчатников разработал новую методику расчета стволов, обеспечивающую создание корабельных артиллерийских установок исключительно большой дальнобойности и высокой живучести.
В это же время преподавал в ЛВМИ и ЛИТМО.
Под руководством Крупчатникова шло проектирование стволов орудий крупных калибров морской и сухопутной артиллерии. Сам Крупчатников вёл проектирование стволов Б-37, Б-38, Б-50, Б-54, Б-4, Б-10, Б-30, А-19, БР-2 и других. Крупным успехом советских конструкторов было создание 406-мм пушки, предназначенной для установки в башнях главного калибра линейного корабля «Советский Союз».
1 августа 1940 года Михаилу Яковлевичу Крупчатникову присвоено воинское звание «генерал-майор технических войск».
Первые образцы сверхмощных орудий планировалось устанавливать на башнях главного калибра линейного корабля «Советский Союз» и в системе береговой обороны острова Нарген с целью защиты Финского залива и Таллина, однако начало Великой Отечественной войны сорвало намеченные планы. 406-мм пушка использовалась в ходе обороны Ленинграда. Первые стрельбы 23 августа 1941 года показали высокую точность стрельбы и большое разрушительное действие снарядов. Орудия могли стрелять на расстояние более 45 км. 12 января 1943 года 406-мм орудия наряду с другими артиллерийскими орудиями обстреливали оборону противника в районе 8-й ГЭС, а в январе 1944 года — в районе деревни Капорское на дальность 46-48 км. Последние стрельбы орудия провели 9 и 10 июня 1944 года в ходе Выборгской операции.
В годы войны Крупчатников продолжил работать над разрешением многих вопросов артиллерийской науки и техники, а также руководил разработкой новых образцов вооружения.
В августе 1944 года Крупчатников был назначен главным конструктором НИИ. В связи с передачей конструкторского отдела НИИ в ЦАКБ назначается помощником начальника этого бюро.
После войны была создана военно-морская база на полуострове Ханко, первая в СССР выдвинутая за пределы страны. На этой базе находились 9-я батарея в составе трех 305-миллиметровых артиллерийских установок и 17-я батарея из четырёх 180-миллиметровых артиллерийских установок. Дальность огня орудий 305-мм была вполне достаточной для того, чтобы, тесно взаимодействуя с батареями на островах Осмуссаар и Тахкун, с успехом вести бой с кораблями всех классов.
По ходатайству ректора ЛВМИ Крупчатников был направлен на постоянную работу в Военно-механический институт в качестве заведующего кафедрой проектирования артиллерийских систем.

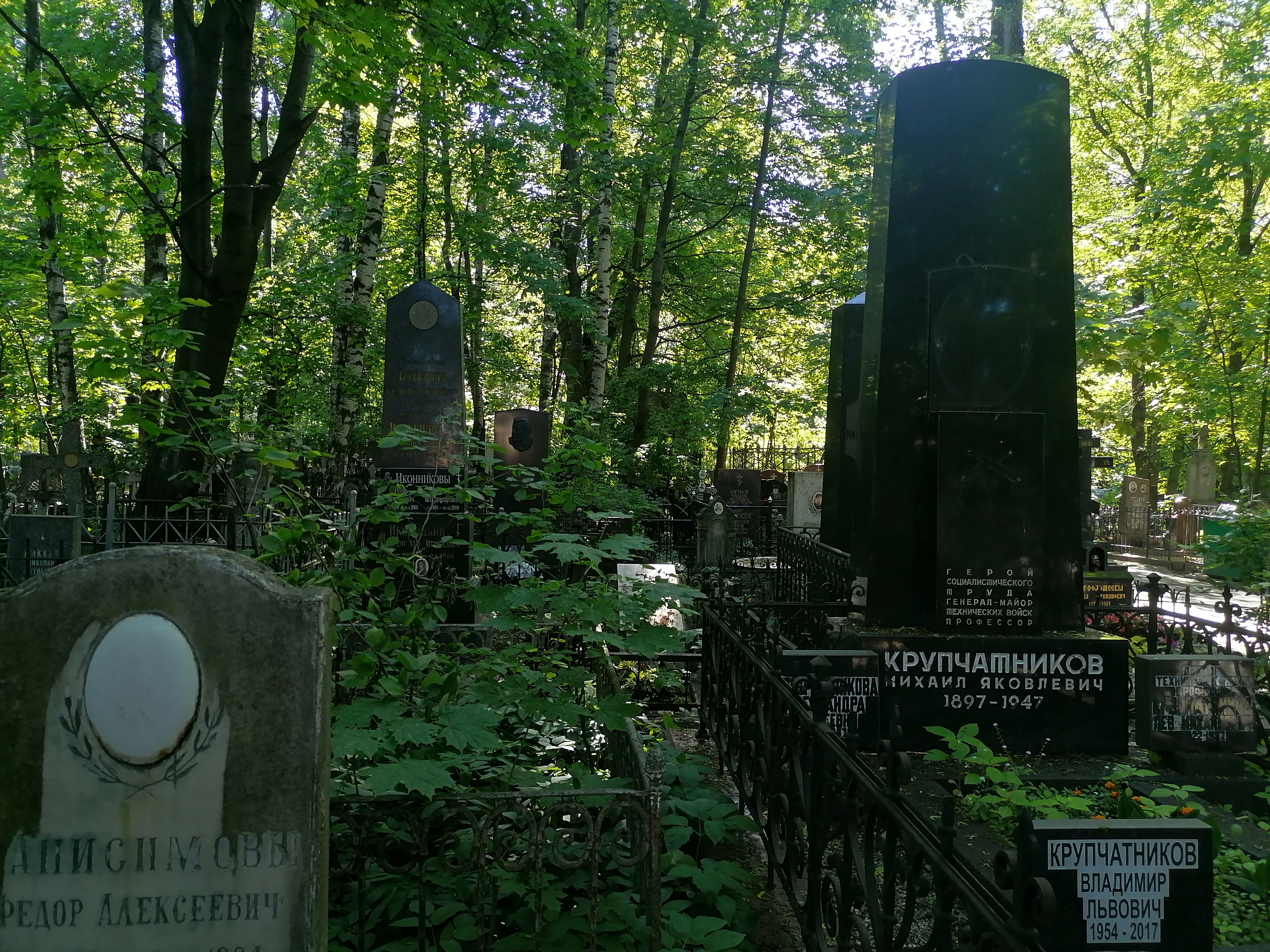
Могила на Большеохтинском кладбище

Скоропостижно скончался 31 августа 1947 года. Похоронен в Ленинграде на Большеохтинском кладбище.

## Труды
Автор ряда капитальных трудов, в том числе «Проектирование артиллерийских стволов» (1946 год).

## Награды и премии
- Орден Ленина (21 февраля 1945)
- Орден Трудового Красного Знамени (18 ноября 1944) — за успешную подготовку специалистов для военной промышленности
- Орден Красного Знамени (3 ноября 1944)
- Сталинская премия I степени (10 апреля 1942) — за разработку новых типов морского артиллерийского вооружения
- Герой Социалистического Труда (28 октября 1940) — за выдающиеся достижения в области создания новых типов вооружения, поднимающих оборонную мощь Советского Союза
- Орден Ленина (28 октября 1940) — за выдающиеся достижения в области создания новых типов вооружения, поднимающих оборонную мощь Советского Союза
- Орден Красной Звезды (8 июня 1939)
- Медали

## Память
В архивах Военно-исторического музея артиллерии, инженерных войск и войск связи имеется Личный фонд Крупчатникова Михаила Яковлевича.